# Mali aux Jeux olympiques d'été de 2016
Le Mali participe aux Jeux olympiques d'été de 2016 à Rio de Janeiro au Brésil du 5 au 21 août 2016. Il s'agit de sa 13e participation à des Jeux d'été.

## Athlétisme
Mamadou Chérif Dia réalise sa meilleure performance de la saison avec un triple saut à 16,45 m, mais cela reste insuffisant pour se qualifier en finale.
Sur le 400m féminin, Djénébou Danté est éliminée en série.
| Athlètes           | Épreuve     | Qualification | Qualification | Finale       | Finale  |
| Athlètes           | Épreuve     | Performances  | Rang          | Performances | Rang    |
| ------------------ | ----------- | ------------- | ------------- | ------------ | ------- |
| Mamadou Chérif Dia | Triple saut | 16,45 m       | 24e           | Éliminé      | Éliminé |

| Athlète        | Épreuve           | Séries   | Séries | Demi-finales | Demi-finales | Finale   | Finale   |
| Athlète        | Épreuve           | Résultat | Rang   | Résultat     | Rang         | Résultat | Rang     |
| -------------- | ----------------- | -------- | ------ | ------------ | ------------ | -------- | -------- |
| Djénébou Danté | 400 mètres femmes | 52 s 85  | 5e     | Éliminée     | Éliminée     | Éliminée | Éliminée |

## Judo
Le Mali a qualifié 1 judoka.
| Athlète       | Compétition            | Premier tour        | Deuxième tour           | Troisième tour      | Quarts de finale    | Demi-finales        | Repêchage 1         | Repêchage 2         | Finale              | Finale |
| Athlète       | Compétition            | Adversaire Résultat | Adversaire Résultat     | Adversaire Résultat | Adversaire Résultat | Adversaire Résultat | Adversaire Résultat | Adversaire Résultat | Adversaire Résultat | Rang   |
| ------------- | ---------------------- | ------------------- | ----------------------- | ------------------- | ------------------- | ------------------- | ------------------- | ------------------- | ------------------- | ------ |
| Ayouba Traore | Moins de 100 kg hommes | Exempté             | Battu par Cyrille Maret | -                   | -                   | -                   | -                   | -                   | -                   | -      |

## Natation
Le Mali a obtenu 2 places.
| Athlète              | Épreuve                | Séries  | Séries | Demi-finales | Demi-finales | Finale   | Finale   |
| Athlète              | Épreuve                | Temps   | Rang   | Temps        | Rang         | Temps    | Rang     |
| -------------------- | ---------------------- | ------- | ------ | ------------ | ------------ | -------- | -------- |
| Oumar Touré          | 100 m papillon hommes  | 57 s 56 | 41e    | Éliminé      | Éliminé      | Éliminé  | Éliminé  |
| Fatoumata Samassékou | 50 m nage libre femmes | 33 s 71 | 81e    | Éliminée     | Éliminée     | Éliminée | Éliminée |

## Taekwondo
| Athlète          | Epreuve       | 8e de finale                 | Quart de finale     | Demi-finale         | Repêchage 1         | Repêchage 2         | Finale              | Finale  |
| Athlète          | Epreuve       | Adversaire Résultat          | Adversaire Résultat | Adversaire Résultat | Adversaire Résultat | Adversaire Résultat | Adversaire Résultat | Rang    |
| ---------------- | ------------- | ---------------------------- | ------------------- | ------------------- | ------------------- | ------------------- | ------------------- | ------- |
| Ismaël Coulibaly | -80 kg hommes | Battu par Milad Beigi 6 - 13 | Éliminé             | Éliminé             | Éliminé             | Éliminé             | Éliminé             | Éliminé |